# Martin O'Malley
Martin Joseph O'Malley (sinh ngày 18 tháng 1 năm 1963) là Thống đốc thứ 61 của tiểu bang Maryland, Hoa Kỳ. Ông bắt đầu giữ chức vụ này từ năm 2007 đến 2015. Ông là thị trưởng Baltimore từ năm 1999-2007.
O'Malley lớn lên ở khu vực giàu có ngoại ô Washington, D.C., Potomac, Maryland, là con một luật sư.
O'Malley đã học trường tư và trùwong Our Lady of Lourdes School ở Bethesda và Gonzaga College High School, cùng trường của nhà chính trị Patrick Buchanan. Ông học đại học tại The Catholic University of America, tốt nghiệp năm 1985. Cuối năm đó ông theo học Trường luật Đại học Maryland tại Baltimore, nhận bằng J.D. năm 1988 và gia nhập hội luật sư cùng năm.